# Andes fuscus
Andes fuscus är en insektsart som beskrevs av Van Stalle 1984. Andes fuscus ingår i släktet Andes och familjen kilstritar. Inga underarter finns listade i Catalogue of Life.